# Jorma Airaksinen
Jorma Airaksinen (ur. 22 maja 1943) – fiński kierowca wyścigowy.

## Biografia
W 1971 roku wygrał Fińską Formułę Vee. W roku 1976 zajął trzecie miejsce w klasyfikacji tej serii, zaś w latach 1978–1979 ponownie zdobywał mistrzostwo serii. W sezonie 1980 zadebiutował w łączonych mistrzostwach Finlandii Formuły Ford 1600 i Formuły Volkswagen, zdobywając wówczas wicemistrzostwo. W 1981 roku został mistrzem, natomiast w sezonie 1982 ponownie był drugi w klasyfikacji. W sezonie 1983 startował m.in. w Brytyjskiej i Szwedzkiej Formule 3. W roku 1985 zajął czwarte miejsce w klasyfikacji Fińskiej Formuły 3, a rok później był mistrzem serii.